# Philautus menglaensis
Philautus menglaensis är en groddjursart som beskrevs av Zhi-Tong Kou 1990. Philautus menglaensis ingår i släktet Philautus och familjen trädgrodor. Inga underarter finns listade i Catalogue of Life.